# 國際圖爾庫足球俱樂部
國際圖爾庫足球俱樂部（Football Club International Turku）是芬蘭的一家職業足球俱樂部，位於圖爾庫。俱樂部建于1990年。球隊自1999年起一直參加芬蘭足球超級聯賽的賽事。球队的主场为韦里塔斯体育场。俱乐部的标志颜色为蓝色和黑色。
国际图尔库曾在2008年赢得芬兰足球超级联赛的冠军，以及2009年和2018年的芬兰杯。另外球队也获得过四次芬兰足球超级联赛的亚军和三次芬兰杯的亚军。

## 外部連結
- 官方网站  （文）
- Ultraboyz 球迷网站 （页面存档备份，存于） （文）